# Tekken: The Motion Picture
Tekken es un OVA de dos partes creado en 1998, basado en el videojuego Tekken, de Namco Bandai. Fue lanzada originalmente en Japón como un OVA de dos episodios, pero en Occidente fue lanzando como un largometraje. Es una adaptación de la historia de Tekken 2 y algunas tramas del primer juego, aunque se toma ciertas libertades. Los dos OVA´s fueron editados en un VHS y DVD en Estados Unidos por ADV Films. En España fue distribuida en VHS por Selecta Visión en 1998 en dos volúmenes y, posteriormente, en un solo VHS en el año 2001.

## Sinopsis
Todo comienza con un recuerdo del pasado en el que Kazuya Mishima, un niño que practica artes marciales con su padre y se encuentra con su mejor amiga Jun Kazama, quien llora después de ver cómo un gato mató a su conejo. Cuando Kazuya se ofrece a dar caza a ese hambriento felino y ayudar a Jun, el padre de Kazuya, Heihachi Mishima, aparece y lo arrastra muy lejos. Heihachi está harto de que su hijo no cumpla sus expectativas y lo considera débil. Para hacerlo más fuerte, Heihachi le arranca el medallón que cuelga del cuello de Kazuya (que contiene una foto de su difunta madre, Kazumi Mishima) y lo arroja. Tras esto, Heihachi lanza a Kazuya a un profundo barranco, lo cual hace que Jun despierte de lo que aparentemente era un sueño.
Dieciocho años más tarde, Jun trabaja como asistente en la Interpol, donde se le asigna una misión: Investigar la desaparición de los huesos de dinosaurio, del cual se sospecha de Mishima Zaibatsu, una corporación multinacional, donde se los anda investigando por actividades criminales incluyendo el contrabando para experimentos. Al enterarse de que el mismo Heihachi al que conoció es el presidente de la corporación, Jun acepta la misión. Para lograr esto, la agencia le otorga un boleto con el cual, podría participar en el torneo Tekken, un torneo de artes marciales organizado por la misma corporación. De esta forma, Jun ingresaría al torneo como participante aunque se le asigna un compañero de investigación: Lei Wulong, policía de Hong Kong.
Al mismo tiempo, Heihachi se encuentra meditando en un salón. En eso, su hijo Lee Chaolan le informa sobre detalles del torneo, haciendo énfasis en que su padre había decidido invitar a Kazuya al torneo. Esto hace que Lee despierte ciertos sentimientos de envidia y venganza hacia Kazuya debido a que es hijo de Heihachi por lo que asigna la misión de matar a Kazuya.
Mientras tanto, Kazuya se encontraba durmiendo en un hotel donde tuvo una pesadilla en donde recuerda cómo había sobrevivido a la caída del barranco en donde conoció y cómo es que desarrolló su deseo de venganza contra su padre Heihachi. Tras despertar de su sueño, fue emboscado por Nina Williams, una mercenaria bastante hermosa, quien fue contratada por Lee] para asesinar a Kazuya pero no logró el objetivo debido a que fue derrotada por éste con la advertencia de que regresó para vengarse de su padre. Esto hace que Lee se moleste mientras que se encontraba en compañía de Anna Williams, otra mercenaria al servicio de Lee y hermana de Nina.
Cumpliendo con la misión, Lei y Jun se dirigen a la embarcación privada de Heihachi para arribar al torneo pero se encuentran con una difícil situación: Ven a algunos agentes de seguridad que impiden el ingreso de Jack-2, un luchador que venía acompañado por Jane, una pequeña e indefensa niña que lo quería mucho. Al ver que se mete en problemas por golpear a los agentes, Lei y Jun van en su auxilio. Al tener problemas de acceso, Lee propone que Jack-2 tendría que luchar mano a mano contra Bruce Irvin, un peleador campeón de boxeo y artes marciales a servicio de este. Jack-2 derrota a Bruce en cuestión de segundos por lo que le es permitido ingresar a la embarcación. Dentro del mismo, Lei y Jun conocen a algunos de los participantes (entre ellos a Yoshimitsu, Michelle y Paul) pero en eso, nota que Kazuya había regresado para participar en el torneo. Esto hace que Jun se preocupe más pues Kazuya siente un fuerte rencor hacía su padre, tanto que según él, vendió su alma al diablo para lograrlo (esto fue explicado en las pesadillas que Kazuya solía tener, y a la vez explica el origen de Devil Kazuya). Posteriormente, Jun se encuentra a Kazuya solo para devolverle el medallón que había perdido en su niñez pues ella lo había encontrado. Por alguna razón, este no recuerda a Jun pero si recuerda todo lo que ella argumenta. En medio de la discusión, Nina intercepta a Kazuya para matarlo pero Jun interviene para ayudarlo. Al final, Nina falla por segunda vez en su misión por lo que, su hermana Anna aparece solo para atacar a Kazuya, Jun y a Nina pero logran sobrevivir al ataque. Esto hace que se cause una gran alarma en el lugar.
Al día siguiente en la inauguración del torneo, se ven a todos los participantes (entre ellos a Yoshimitsu, Michelle, Paul, Anexo:Personajes de Tekken#Armor King I/II, Law, Baek y King I/II) donde se anuncia el premio de un millón de dólares para el ganador. Para lograr el objetivo, todos los luchadores deben enfrentarse entre sí para que uno solo llegue a la torre central y pueda enfrentarse mano a mano con Heihachi. En eso, resulta que Kazuya no era el único que quería matar a Heihachi, sino también Michelle (para vengar la muerte de su padre en una brutal y sangrienta guerra). Durante el torneo, Kazuya derrotó a Baek mientras que Michelle venció a Ganryu (quien era el guardaespaldas de Lee). Al final, ambos se enfrentan donde Kazuya salió victorioso, pero Michelle le revela sus verdaderas intenciones y aunque este trató de matarla, Jun impide que lo haga solo para hacerle entrar en razón, pero a Kazuya no le importó sus palabras.
Mientras que Jun trataba de recapacitar a Kazuya, Lei averigua sobre los detalles secretos de la isla de Heihachi para fines investigativos. Para esto, contó con la ayuda de Jack-2, quien se había integrado al torneo para buscar al Doctor Geppetto Bosconovitch. Al descubrir la base secreta de la isla, son interceptados por P. Jack, un robot experimental creado por la corporación Mishima con fines de destruir a cualquier invasor. En estos, se enfrentan a tres de ellos pero son destruidos por Lei y Jack-2. Después de la pelea, Lei descubre que Jack-2 era un androide.
En tanto que se desarrollaba el torneo, Lee ordena liberar su más reciente experimento: Alex, el dinosaurio genéticamente modificado para matar a cualquiera que se le ordene, al punto que poseía la habilidad de volverse invisible. Este experimento fue aplicado para desafiar a los participantes del torneo. En eso, Nina y Anna se encontraban en medio de la isla, donde querían resolver sus diferencias entre hermanas en una lucha a muerte, pero esto no se concreta debido a que uno de los dinosaurios mata a Anna. A la vez, otros dinosaurios aparecen para rodear a Kazuya y a Jun, pero son derrotados por este primero debido a su incontrolable odio hacia su padre.
Por otro lado, Lei y Jack-2 van en búsqueda del Doctor Geppetto Bosconovitch pero dentro del laboratorio, Lei se encuentra con Roger, un canguro boxeador que fue creado por el mismo Bosconovitch con fines investigativos. A su encuentro Jack-2 aclara que él es resultado de una invención por parte del doctor pero fue secuestrado por la corporación Mishima para objetivos destructivos. Para eso, Bosconovitch relata que Jack-2 fue creado bajo este nombre, donde era un androide diferente a los P. Jack de Mishima, ya que era capaz de desarrollar sentimientos. Es por eso que Jack-2 es protector de Jane debido a que ella estuvo a punto de morir en la guerra, salvándola pero buscaría al doctor para que pueda curar la enfermedad de Jane. Asimismo, se revela que Roger es producto de una investigación genética con fines maléficos por parte de la corporación Mishima los cuales se vieron reflejados en el dinosaurio Alex; aunque a diferencia de él, Roger era obediente y leal al doctor y no era malvado.
Por último, el único que llega a la torre central es Kazuya, aunque Jun lo acompaña. Como parte de una trampa, Lee reta a Kazuya a pelear si su intención es enfrentarse a su padre. Aunque no quería hacerlo, Kazuya derrota fácilmente a Lee. Desesperado y desanimado, busca una revancha con Kazuya, pero Heihachi lo detiene y lo golpea, dándose así el combate final entre Kazuya y Heihachi. Mientras se desarrolla la pelea, Heihachi tiene mucha ventaja sobre su hijo. Al ver a un Kazuya malherido y decaído, Jun interviene para defenderlo. En eso, Heihachi confiesa el por qué era tan duro con Kazuya. Al oír su argumento, Jun cree que éste matará a su hijo, pero le jura que no lo hará aunque sí continuará luchando con él.
Debido al rechazo de su padre, Lee mata a todos los técnicos operadores de la base y activa la autodestrucción de la isla, haciendo que todos evacuen. Para eso, Bosconovitch huye del laboratorio junto a Lei, Jack-2 y Jane pero una de las compuertas está a punto de cerrarse y Jack-2 la detiene para que ellos puedan salir; pero con el resultado de que Jack-2 fue cortado a la mitad por la presión de la puerta, haciendo que Jane llore porque su amigo había muerto, pero no sin antes, Jack-2 le pide al doctor cuidar de Jane, teniendo fe y esperanza de que volvería a encontrarse con él.
Mientras que la isla estaba siendo destruida, Kazuya logra derrotar a Heihachi, pero antes de que lo lanzara a un barranco, Jun lo detiene y decide sacrificarse por él, recordándole en su infancia el acontecimiento del gato y el conejo. Esto hace que Kazuya recapacite y expulse la crueldad de sí mismo. Habiendo pasado esto, Heihachi reacciona para atacar a Kazuya, pero Jun nuevamente defiende a su amigo, recibiendo el ataque.
Con la isla a punto de destruirse, Lei se encuentra en un submarino junto a Bosconovitch y Jane; donde revisa si existen sobrevivientes al arribar a la orilla, habían sobrevivido alguno de los luchadores, entre ellos, Armor King I/II ayudando a King/II, Paul quien había rescatado a Michelle, Yoshimitsu, Law, incluso Nina quien había sobrevivido a los incidentes por la pérdida de su hermana Anna. Tras eso, Lei ve que Kazuya había salvado finalmente a Jun por lo que todos arriban al submarino para huir de la isla, la cual había explotado. A la vez, se ve que Heihachi había sobrevivido a la situación emocional y posteriormente rescatado por uno de sus jets privados.
Años después, se ve a Jun en el bosque donde se encontraba tejiendo y fue sorprendida por su hijo Jin, quien se queda en compañía de ella.

## Reparto
| Personaje                    | Voces en Estados Unidos | Voces en Japón  | Voces en España       | Voces en Latino     |
| ---------------------------- | ----------------------- | --------------- | --------------------- | ------------------- |
| Jun Kazama                   | Edi Patterson           | Yumi Tōma       | Geni Rey              | ?                   |
| Kazuya Mishima               | Adam Dudley             | Kazuhiro Yamaji | José Luis Mediavilla  | ?                   |
| Lei Wulong                   | Gray G. Haddock         | Tomokazu Seki   | Xavier De Llorens     | ?                   |
| Lee Chaolan                  | David Stokey            | Shinichiro Miki | Jordi Ribes           | ?                   |
| Heihachi Mishima             | John Paul Shepard       | Daisuke Gōri    | Pepe Mediavilla       | ?                   |
| Nina Williams                | Ellie McBride           | Minami Takayama | Gemma Ibáñez          | ?                   |
| Anna Williams                | Claire Hamilton         | Kaori Yamagata  | Graciela Molina       | María Elena Heredia |
| Jun Kazama (niña)            | Lucy Farris             | Sendai Eri      | Geni Rey              | ?                   |
| Kazuya Mishima (niño)        | Jacob Frachek           | Minami Takayama | Hernán Fernández      | ?                   |
| Michelle Chang               | Jessica Robertson       | Narumi Hidaka   | Mar Roca              | ?                   |
| Jack-2                       | Mark O'Brien            | Akio Ohtsuka    | Domenech Farell       | ?                   |
| Jane                         | Jessica Schwatz         | ?               | Mar Roca              | ?                   |
| Doctor Geppetto Bosconovitch | Christian Burac         | Tamio Ōki       | Enric Isasi-Isasmendi | ?                   |
| Bruce Irvin                  | Peter Harrell Jr        | ?               | Jordi Ribes           | ?                   |
| Baek Doo San                 | Lowell Bartholomee      | Kyōsei Tsukui   | Domenech Farell       | ?                   |
| Jin Kazama                   | Jacob Frachek           | ?               | Gemma Ibáñez          | ?                   |

## Película
Tekken es una película del año 2009 adaptada de la serie de videojuegos Tekken. Jon Foo interpreta en la película a Jin Kazama.

## Diferencias respecto al videojuego y curiosidades del anime
Este anime, a pesar de ser considerado como uno de los mejores adaptados a un videojuego, se toma algunas libertades con respecto a la historia original. No solo mezcla las historias de los dos primeros juegos de la serie, sino que también vuelve a escribir los eventos importantes y el aspecto de algunos de los personajes:
- En el anime, Jun Kazama y Kazuya Mishima se conocen por primera vez cuando eran niños. No hay evidencia de esto en los juegos.
- Anna Williams (hermana de Nina Williams), muere de una forma horrible devorada por el dinosaurio Alex. Sin embargo, en los juegos Anna no ha muerto nunca.
- En el anime, Jack-2 es solo un prototipo, mientras que Prototype Jack es la versión final. En los videojuegos es totalmente al revés. Además, en el anime hay tres P.Jacks mientras que en el juego solo hay uno y fue incorporado en los torneos para aniquilar a Jack.
- Alex en el juego es un velocirraptor resucitado a partir de un fósil por obra del Doctor Geppetto Bosconovitch y fue genéticamente modificado por orden de Kazuya (y no de Lee Chaolan como se muestra en el anime). Esto es totalmente distinto en el anime, ya que se ven varios Alex en lugar de uno, no hacen Kickboxing y ninguno de ellos tiene guantes de boxeo. El cambio más drástico se puede notar en que, en lugar de ser velocirraptores, cambiaron a Tiranosaurius Rex y tenían la habilidad de volverse invisibles.
- En la historia original de los juegos Tekken, Kazuya logra vengarse de Heihachi y lo lanza a un precipicio en respuesta a lo que él le hizo de pequeño. Al final de Tekken 2, Heihachi sobrevive a esto y cuando vence a Kazuya en el torneo, lo lanza a un volcán. Sin embargo, al terminar la historia, ninguno de los dos muere.
- Devil en realidad no aparece, pero hace un par de cameos como una luz de la maldad que rodea a Kazuya y Jun es consciente de ello. (Angel tampoco aparece, pero parece ser reemplazada por Jun Kazama).
- El Doctor Abel no aparece en la película, a pesar de ser un personaje importante en la historia de Jack-2.
- Jack-2 es destruido por una puerta cerrándose en lugar de ser incapacitado con un rayo láser disparado por un satélite a manos del Dr. Abel, tal y como se ve en el videojuego.
- Bruce Irvin, Anna Williams y Ganryu son guardaespaldas de Lee Chaolan en el anime, mientras que en el videojuego lo son de Kazuya.
- Lee Chaolan nunca viste como en el videojuego y al final del anime, muere. En los videojuegos nunca murió y ha aparecido en todos los juegos a excepción de Tekken 3, que se lo consideró desaparecido.
- Bruce Irvin tampoco viste como en el juego.
- En el anime, nadie gana el Torneo del puño de hierro. En el videojuego, fue Kazuya Mishima en Tekken y Heihachi Mishima en Tekken 2.
- Ganryu no muestra ningún interés amoroso hacia Michelle Chang, e incluso llegan a pelear entre ellos. En el videojuego, Ganryu está locamente enamorado de Michelle y nunca quiso enfrentarse con ella.
- Muchos de los personajes no visten realmente como en el juego, tienen algunas alteraciones en el color y usan movimientos nunca vistos en el juego.
- En el anime, el Torneo del puño de hierro se celebra en una isla en mitad de la nada. En los juegos Tekken y Tekken 2 se celebra en varios lugares del mundo.
- Casi todos los personajes de Tekken 2 aparecen en la película excepto Kunimitsu I/II y Angel.
- En el anime, el Doctor Geppetto Bosconovitch es rescatado por Lei Wulong, mientras que en el videojuego fue Yoshimitsu quien se encargó de salvarle.
- Algunos personajes aparecen brevemente en la secuencia de apertura, pero no en la película. Ellos son: Wang Jinrei, Kunimitsu I/II, Hwoarang, Ling Xiaoyu, Eddy Gordo, Forest Law y Jin Kazama (aunque este último se le ve al final de la película siendo un niño, en la secuencia de apertura aparece como adulto con la apariencia de Tekken 3 y no aparece en todo el metraje).
- Hay una breve escena en la que se ve un oso trepando un árbol. Parece ser que ese oso podría ser Kuma I/II.
- Jin Kazama aparece como un niño en el final de la película. Su apariencia es similar a la de Kazuya cuando era niño. Jin se muestra como un adulto en la introducción de la película.
- En el doblaje español para España, Jin Kazama es nombrado por error como Hitoshi por parte de Jun.
- Algunas partes de la película muestra lo que en algunos de los juegos no se vio (por ejemplo: Jun, Jin y Kazuya en la infancia).
- Cabe señalar que algunas de las técnicas en las escenas de lucha son en realidad del juego, pero están mal retratadas o no se muestran por completo. Uno de ellos es el "Dragon Uppercut" de Kazuya, ya que en el anime utiliza su mano derecha en vez de la izquierda cuando contraatacó a Nina Williams.
- También hay que señalar que Kazumi Mishima (madre de Kazuya) nunca se ha visto en un juego de Tekken, sino hasta Tekken 7 que aparece por primera vez como personaje jugable.
- Durante el tiempo que Anna Williams está tomando una ducha, hay un breve momento en que sus pechos son totalmente visibles.
- En el doblaje inglés, cuando el jefe de Jun de la WWWC da su invitación, la llama Jun Kazima en lugar de Kazama.
- Una situación similar ocurrió cuando Lei Wulong pronunció mal el nombre de Bruce Irvin como Bruce Járvin
- Aparte de su calidad como una adaptación, Tekken: The Motion Picture es generalmente vista como una película de culto o el placer culpable de su grupo relativamente pequeño de fanes. Algunos fanes también utilizan la película para ayudar a explicar cómo Kazuya y Jun concibieron a su hijo Jin, que pasaría a convertirse en el protagonista principal de los videojuegos a partir de Tekken 3 hasta Tekken 6, ya que los videojuegos se han mantenido bastante ambiguos en los detalles. Debido a la cantidad de las libertades que la película tiene con la historia, la película no puede ser considerada completamente canónica, aunque la historia de la relación entre Jun y Kazuya sí poseen ciertos elementos que pueden tener cabida dentro de la historia oficial de Tekken.